# Tagglusern
Tagglusern (Medicago polymorpha) är en växtart i familjen ärtväxter.
Kronbladen är gula.